# Mycteromyia murina
Mycteromyia murina är en tvåvingeart som beskrevs av Philippi 1865. Mycteromyia murina ingår i släktet Mycteromyia och familjen bromsar. Inga underarter finns listade i Catalogue of Life.